# Bayreuther Tagblatt

Titelseite des Bayreuther Tagblatts
vom 2. Januar 1871

Das Bayreuther Tagblatt war eine regionale Tageszeitung in Bayreuth. Es existierte vom 1. Oktober 1856 bis zum 31. Dezember 1967. Zum 2. Januar 1968 fusionierte es mit der Fränkischen Presse zum Nordbayerischen Kurier.

## Geschichte

### Bayreuther Tagblatt vor der Vereinigung mit der Oberfränkischen Zeitung
Gründer und erster Verleger der in Bayreuth nur „Tagblatt“ (im örtlichen Sprachgebrauch: Dochblättla) genannten Zeitung war Carl Gießel, ein angesehener Bürger der Stadt. Als Konkurrenz der 1738 gegründeten Baireuther Zeitung war es in seinen ersten Jahren ein unerschrockener Anwalt der Unterprivilegierten, vermied dabei aber frontale und persönliche Angriffe auf lokale Honoratioren. Am 1. Oktober 1856 erschien die erste Ausgabe. Anfang der 1860er Jahre hatte das Tagblatt, das der Baireuther Zeitung schnell den Rang ablief und zu deren baldigem Ende führte, eine Auflage von rund 1500 Exemplaren.
Im bayerisch-preußischen Bruderkrieg machten sich die Zeitung und der Magistrat gemeinsam zum Sprachrohr der ängstlichen Bevölkerung und biederten sich den Preußen – 60 Jahre davor noch die Herren der Stadt – regelrecht an. Nach dem Kriegsende fiel ein Teil der bayerischen Presse mit dem Vorwurf einer „niederträchtigen Treue zu Bayerns Krone“ über Bayreuth her. Der Magistrat fand im Tagblatt indes schnell für all das den passenden Sündenbock.
Nachdem sein Redakteur Adolph Hammer andere Zeitungen zitiert hatte, die kritischer und weniger vorteilhaft als das Tagblatt über Richard Wagner berichteten, beschwerte sich Wagner 1872 bei seinem Förderer Friedrich Feustel. Gießel sorgte daraufhin für eine wohlmeinende Berichterstattung. Bezüglich der desolaten materiellen Lage der Bayreuther Kleinweber schrieb die Zeitung, deren unterwürfiger Appell an das Mitgefühl der Fabrikanten als ihre Auftraggeber illustriere die große Kluft zwischen Kapital und Arbeit. „Abhülfe anzubahnen“ sei die Pflicht jedes fühlenden Mannes.
Im späten 19. Jahrhundert berichtete das mittlerweile konservativ ausgerichtete Blatt ausführlich über jeden Ausritt der örtlichen Chevauxlegers und jede Theaterschmonzette. Die Aktivitäten der nach der Aufhebung des Sozialistengesetzes wieder präsenten Sozialdemokraten fanden hingegen keine Erwähnung.
Anlässlich der Reichstagswahl des Jahres 1903, bei der sich der sozialdemokratische Kandidat Karl Hugel und dessen nationalliberaler Konkurren August Hagen in einer Stichwahl gegenüberstanden, schwor das Tagblatt „alle national gesinnten Männer“ auf Hagen ein: Wer nicht zur Wahl gehe, begünstige den Kandidaten der „Umsturzpartei“ und begehe ein „schweres Unrecht an seinem Vaterland“. Nimmermehr dürfe es so weit kommen, dass der Wahlkreis an einen Sozialdemokraten falle. Friedrich Puchta, redaktioneller Leiter des sozialdemokratischen Konkurrenzblatts Fränkische Volkstribüne, schrieb 1913, das „Geißel-Blatt“ habe stets mit eiserner Stirn die dicksten Lügen als lautere Wahrheit verbreitet und formulierte: „Anstand und Tagblatt sind unvereinbare Gegensätze“.
Bis in die letzten Tage des Ersten Weltkriegs stand das Bayreuther Tagblatt an der Seite der Monarchie. Nach der Ausrufung des Freien Volksstaats Bayern durch Kurt Eisner schrieb die Zeitung am 9. November 1918: „Nun möge das deutsche Volk zeigen, ob es sich wirklich in eine Bewegung hineintreiben lässt, die alles zunichte macht, was mühevolle Friedensjahre aufgebaut haben und deren Entwicklung an Russland wir schaudernd miterlebten!“. Tags darauf erschien in der Redaktion eine Abordnung des Bayreuther Arbeiter- und Soldatenrats und verlangte eine Änderung der „Sprache der Zeitung“. Chefredakteur Albert Hoffmann erklärte am 11. November auf der Titelseite, er beuge sich dem Druck, um das Erscheinen der Zeitung weiter zu ermöglichen. Jede eigene Meinungsäußerung werde bis auf Weiteres eingestellt. Im Zuge des Speckputsches wurde im Februar 1919 die Redaktion des Tagblatts erneut von Aufständischen besetzt und genötigt, missliebige Texte nicht zu drucken. In den 1920er Jahren giftete die nun erzkonservativ ausgerichtete Zeitung vehement gegen die sozialdemokratische Fränkische Volkstribüne, äußerte sich aber auch kritisch gegenüber den Nationalsozialisten.

### Oberfränkische Zeitung
Im Jahr 1868 entstand in Konkurrenz zum „Tagblatt“ als weitere örtliche Tageszeitung die Oberfränkische Zeitung, die unter dem kurzlebigen Namen Bayreuther Anzeiger am 1. Januar jenes Jahres erstmals erschienen war. Am 30. Juni 1884 gründete der Schriftsetzer Lorenz Ellwanger in Bayreuth eine Druckerei. Acht Jahre später erwarb er die Druckerei Th. Burger in der Maximilianstraße 60 und vereinigte die beiden Unternehmen zur Lorenz Ellwanger Buch- und Steindruckerei vorm. Th. Burger. Am 15. September 1896 sicherte er sich die Verlagsrechte für die bis dahin von Burger verlegte Oberfränkische Zeitung. Die beiden örtlichen Tageszeitungen zählten zum bürgerlich-konservativen Lager, galten jedoch als verfeindet. Ende 1902 erwuchs ihnen mit der sozialdemokratischen Fränkischen Volkstribüne eine ernsthafte Konkurrenz.

### Bayreuther Tagblatt in der Zeit des Nationalsozialismus
1922 ging die Leitung von Verlag und Druckerei Ellwanger an Lorenz’ Sohn Albert Ellwanger über. Dieser erwarb das Verlagsrecht für das Bayreuther Tagblatt, in dem am 1. Oktober 1936 die Oberfränkische Zeitung aufging.
Im Zuge der „Machtergreifung“ Hitlers stellte sich Ellwanger an die Seite der Nationalsozialisten. Angesichts der Verhaftung von Sozialdemokraten und Kommunisten und deren Verbringung in das Konzentrationslager Dachau schrieb die Zeitung: „Den jetzt glücklich verschwundenen sozialdemokratischen Funktionären wird niemand eine Träne nachweinen. Denn sie sind diejenige Schicht deutscher Zeitgenossen, die als Träger des bisherigen parlamentarisch-demokratischen Systems in erster Linie angesehen werden müssen und die einer gründlichen und langwährenden Erziehung bedürfen.“ „Der Jude Zwirn, welcher den Eintritt in seine Wohnung verwehren wollte und sich mit Gewalt widersetzte, musste eindrucksvoll belehrt werden, dass er nichts mehr zu melden hatte.“ höhnte das Bayreuther Tagblatt nach der Pogromnacht vom 9. November 1938. Am 30. Juni 1942 stellte die Zeitung ihr Erscheinen ein, als offizielle Begründung diente die durch den Krieg gebotene Rationalisierung. Als Informationsquelle blieb den Bayreuthern bis zum Ende der Nazi-Herrschaft nur noch das NS-Blatt Bayreuther Kurier.

### Nachkriegszeit und Fusion mit der Fränkischen Presse
Kurz vor dem Ende des Zweiten Weltkriegs besetzten am 14. April 1945 Soldaten der 14. US-Panzerdivision die Stadt. Bis zum Dezember jenes Jahres blieb Bayreuth ohne eine Tageszeitung. Ziel der alliierten Besatzer war die Zerschlagung des NS-staatlichen Propagandaapparats und Pressetrusts. Damit sollte der Grundstock für eine nachdrückliche Abwendung der Deutschen vom nazistischen Denken und Fühlen und die dauerhafte Etablierung einer demokratischen Kultur gelegt werden. In der am 17. Oktober 1945 in München erstmals herausgegebenen Neuen Zeitung machte der Militärgouverneur Dwight D. Eisenhower deutlich, was eine demokratische Zeitung auszeichne: Objektive Berichterstattung, bedingungslose Wahrheitsliebe und ein hohes journalistisches Niveau.
In den Westzonen drängten die US-Amerikaner auf die privatwirtschaftliche Verankerung des künftigen deutschen Zeitungswesens. Dauerhaft gewährleistet sollte die Unabhängigkeit der neuen Organe von staatlicher Einflussnahme sein. Lizenzen wurden an solche Deutsche vergeben, von denen man mit Sicherheit annehmen konnte, dass die entscheidenden Posten – Verleger, Herausgeber, Chefredakteur – in guten Händen waren. Voraussetzung für deren Vergabe war die erklärte Bereitschaft, am demokratischen Aufbau mitzuarbeiten. Eine Lizenz erhalten konnte nur, wer nicht Mitglied der NSDAP gewesen oder anderweitig belastet war. In Bayern ging die erste Lizenz an die Süddeutsche Zeitung, die am 6. Oktober 1945 erstmals erschien.
Am 18. Dezember 1945 erschien in Bayreuth mit der Lizenznummer 12 die von Julius Steeger herausgegebene, sozialdemokratisch orientierte Tageszeitung Fränkische Presse. Erst mit der Aufhebung des Lizenzzwangs im Jahr 1949 konnte Ellwanger auch das Bayreuther Tagblatt wieder herausgeben. Dessen erste Nachkriegsausgabe erschien am 1. Oktober 1949 mit der Schlagzeile „Berlin 12. Land der Bundesrepublik“. Zunächst schienen sich die beiden Blätter „in unüberwindlicher Abneigung gegenüberzustehen, und der tägliche Konkurrenzkampf wurde nicht ohne Gift und Galle ausgetragen“. 1967 drohten die beiden Tageszeitungen von einem großen überregionalen Blatt aufgekauft zu werden. Daher fusionierten sie auf Betreiben der damaligen Herausgeber Albert Ellwanger jr. und Walter Fischer. Seit dem 2. Januar 1968 erscheint statt ihrer die Tageszeitung Nordbayerischer Kurier.
Die verbreitete Auflage des Bayreuther Tagblatts betrug im 4. Quartal 1957 11.553 Exemplare (verkaufte Auflage: 10.997), von denen 10.822 an Abonnenten ausgeliefert wurden. 1964 war die verkaufte Auflage auf 11.198 Exemplare angewachsen.

## Redaktion
Zu den Redakteuren des Bayreuther Tagblatts gehörte u. a. Bernd Mayer.

## Sonstiges
Seit dem 10. September 2018 existiert eine regionale Online-Zeitung gleichen Namens.